# Cicely Tyson
Cicely Tyson (19. prosince 1924 New York – 28. ledna 2021) byla americká divadelní, televizní i filmová herečka, držitelka cen Tony a Emmy i čestného Oscara za celoživotní dílo. Svou první filmovou roli získala ve filmu Carib Gold z roku 1956. Později hrála v mnoha seriálech i filmech, jako například Modrý pták (1979), Smažená zelená rajčata (1991) nebo Černobílý svět (2011). V letech 1981–1988 byl jejím manželem jazzový trumpetista Miles Davis.

## Život
Narodila se v roce 1924 v New Yorku, ve Východním Harlemu, jako dcera velmi zbožných přistěhovalců z karibského ostrova Nevis. Po absolvování střední školy pracovala jako sekretářka pro Červený kříž. Začala však také pózovat pro módní magazín Ebony a stala se známou modelkou. Na vrcholu této kariérní etapy se objevovala na stránkách časopisů Vogue či Harper’s Bazaar.

### Začátky a filmové herectví
Poté studovala herectví a začala se mu věnovat. V průběhu 50. let účinkovala v menších divadlech mimo Broadway i na Broadwayi a hrála také drobné bezejmenné role ve filmech. První známější snímek, v němž účinkovala, byl Zítřek nemá šanci (1959), později následoval např. Srdce je osamělý lovec (1968). Mezi nimi stihla ještě The Last Angry Man, A Man Called Adam či Komedianty. Ve své kariéře si počínala velmi rozhodně, odmítala stereotypní role pro afroamerické herce, už když koncem 60. a na počátku 70. let přišly do módy blaxploatační filmy. Počkala si do roku 1972, kdy se vrátila na plátno ve filmu Sounder. Snímek byl nominován na Oscara v řadě kategorií a také Cicely Tyson obdržela nominaci pro nejlepší herečku, stejně jako nominaci na Zlatý glóbus.
Později se objevila také ve filmech jako A Hero Ain't Nothin' But a Sandwich (1978), v komediích Rozpoutané peklo (1981) a Smažená zelená rajčata (1991), v televizním dramatu Nikdo nechtěl naslouchat (1992) či v kriminálce Gangster (1997). I po dovršení 70 let věku Tyson účinkovala ve více filmech než kdy předtím, zčásti díky režiséru Tylerovi Perrymu. Objevovala se v jeho filmech Deník šílené manželky (2005), Divná sešlost (2006) a Why Did I Get Married Too? (2010) i ve snímku Vražedná hra (2012), který sice nerežíroval, ale hrál v něm. Další vedlejší role vzala i ve snímcích Co způsobil Winn-Dixie (2005), Fat Rose and Squeaky (2006), Klub splněných přání (2006) a známém Černobílém světě (2011). Jejím posledním filmem byla Zkáza paní Grace (2020).

### Televizní tvorba
Velkou část jejího herectví zabrala televizní tvorba. Vedle televizního filmu The Autobiography of Miss Jane Pittman (1974), za nějž získala dvě ceny Emmy, patří mezi její výrazné začátky také klasický osmidílný seriál o otroctví Kořeny (1977). Následoval TV film o zlaté olympioničce Wilmě Rudolphové, která překonala obrnu, Wilma (1977), třídílná minisérie o Martinu Lutheru Kingovi King (1978), televizní filmy A Woman Called Moses (1978), The Marva Collins Story (1981), Benny’s Place (1982), Playing With Fire (1985), Acceptable Risks (1986), The Women of Brewster Place (1989), Horká vlna (1990), Duplicates (1992) či adaptaci Nejstarší žijící konfederační vdova vypráví vše (1994), za niž byla rovněž nominována na Emmy. Titulní postavu ztvránila v televizním filmu podle knižní předlohy Charlese Dickense Ms. Scrooge (1997), dále účinkovala ve snímcích Hodiny před popravou (1999), The Rosa Parks Story (2002) a v roce 2014 také v adaptaci divadelní hry Trip to Bountiful pro televizi Lifetime.
Když se objevila v 26dílném televizním seriálu East Side/West Side (1963), stala se první černošskou herečkou v opakující se roli v dramatickém seriálu. V polovině 90. let hrála jižanskou státní zástupkyni v seriálu televize NBC Sweet Justice (1994–95), objevila se i v jedné epizodě krimiseriálu Zákon a pořádek: Útvar pro zvláštní oběti (2009) či ve třech dílech čtvrté série Domu z karet (2016). Úspěch zaznamenala v seriálu Vražedná práva (2015–20), když za hostující roli Ophelie Harknessové, matky ústřední postavy, byla celkem pětkrát nominována na Emmy.

### Divadlo
Cicely Tyson začínala na divadelních scénach v 50. letech, na Broadwayi se objevila ve varietní show Talent ’59 a poté účinkovala v Jolly’s Progress. V roce 1961 byla obsazena do role Virtue ve hře Jeana Geneta The Blacks. Ta jí, stejně jako o rok později inscenace Moon on a Rainbow Shawl, vynesla Cenu Vernona Rice. Roku 1963 účinkovala na Broadwayi v Tiger, Tiger Burning Bright a mimo Broadway v The Blue Boy in Black (společně s Billym Dee Williamsem). Poté hrála v Earl Carroll Theatre v muzikálu Trumpets of the Lord, roku 1966 v představení A Hand Is at the Gate a v roce 1968 v Carry Me Back to Morningside Heights. V roce 1969 se stala jednou ze zakládajících členek Dance Theater of Harlem. V roce 2012 obdržela cenu Tony za svůj výkon v inscenaci The Trip to Bountiful, který si následně zopakovala i v televizní adaptaci.

### Osobní život
Tyson ve svých 17 letech porodila dceru Joan. Od roku 1942 byla krátce provdaná za Kennetha Franklina, ačkoli k formálnímu rozvodu došlo až roku 1956. V roce 1957 se vdala za herce Billyho Dee Williamse a ještě téhož roku došlo k rozvodu. V roce 1981 uzavřela manželství s hudebníkem Milesem Davisem, jež však také nepřetrvalo a roku 1988 se manželé rozvedli.
V roce 2016 obdržela Prezidentskou medaili svobody z rukou prezidenta Baracka Obamy. Ve svých 93 letech získala čestné ocenění Oscar za celoživotní dílo. V roce 2018 byla uvedena do Síně slávy amerického divadla, v roce 2020 do Televizní síně slávy. Téhož roku obdržela Peabody Award za celoživotní dílo.
V lednu 2021 vydala své paměti pod názvem Just As I Am. Dva dny nato, 28. ledna 2021, zemřela.